# La Bouche
La Bouche (en francés La Boca) es un dúo de música eurodance/dance pop alemán formado en Fráncfort, Alemania, por Frank Farian (productor de otras bandas como Boney M, Le Click, algunos temas de Meat Loaf, y el polémico grupo Milli Vanilli) en 1994, inicialmente integrado por Melanie Thornton y Lane McCray.
El primer sencillo, Sweet Dreams, fue Top 10 en 14 países, #1 en Alemania y #6 en EE. UU. (Billboard Hot 100) en 1995. Fue la ganadora en el premio ASCAP para la la canción más tocada en Estados Unidos. El segundo sencillo, Be My Lover, escaló al #13 del Billboard Hot 100 y al #1 de la US Dance Chart.
Su primer álbum, titulado Sweet Dreams, obtuvo 5 discos de platino y 9 discos de oro en el mundo. El segundo y último álbum, S.O.S., también conocido como A Moment of Love, fue publicado en 1998, incluyendo el tema You Won't Forget Me publicado en septiembre de 1997.

## La Bouche feat. Natascha Wright
En el año 2000, después de un gran éxito con La Bouche, Melanie Thornton decidió dedicarse a una carrera como solista y dejó el grupo; fue entonces cuando se presentó la nueva formación de La Bouche. El productor Frank Farian convocó a Natascha Wright (quien ya había trabajado con artistas como Haddaway y Dj Bobo), y pasó a ser la nueva voz femenina del grupo. En abril del mismo año, con Lane McCray y Natascha Wright, La Bouche lanzó el sencillo All I Want. El video del sencillo fue grabado en Florida Keys y South Beach y también fue utilizado para un comercial de Mitsubishi. El grupo continuó haciendo presentaciones con la canción All I Want y una nueva versión de Be My Lover interpretada por Natascha Wright. Ambas canciones iban a ser incluidas en un nuevo álbum que se lanzaría ese mismo año, pero debido a conflictos con la discográfica, se detuvo la promoción del sencillo y se obtuvieron pocas ventas. El lanzamiento del álbum no se llevó a cabo y Frank Farian decidió suspender el grupo por un tiempo.

## Melanie Thornton como solista
Melanie Thornton fue ganando popularidad con la canción llamada Love How You Love Me y luego con Wonderful Dream (Holidays Are Coming), grabado para un comercial de Coca Cola.
Mientras promocionaba su álbum Ready To Fly, publicado en el mes de abril, pero que tuvo una nueva versión para dentro de algunas semanas, Thornton perdió la vida en un accidente aéreo cerca de Zúrich el 24 de noviembre de 2001. El álbum de Thornton tuvo bastantes ventas, antes y después de su muerte.
En abril de 2002, Farian compila canciones del álbum de debut de Thornton del año anterior, con selecciones del primer y segundo álbum de La Bouche en un lo mejor de de colección llamado The Best of La Bouche [feat. Melanie Thornton].

## La Bouche feat. Kayo Shekoni
En noviembre de 2002, un año después de la muerte de Thornton, El productor de La Bouche, Farian, prepara una canción tributo titulada "In Your Life". La canción fue un no-publicado lado B del álbum debut de Melanie Thornton. Farian combinó voces grabadas previamente a la muerte de Thornton incluyendo a Kayo Shekoni de Le Click agregando voces adicionales. El sencillo fue editado mundialmente en 2002 y en EE. UU. en 2003. Alcanzó el puesto #6 en EE. UU. Billboard Hot 100 y también estuvo en los Top 10 de las Dance Radio Airplay charts.

## Discografía

### Álbumes
- Sweet Dreams (1995)
- All Mixed Up (1996)
- A Moment of Love / SOS (1997)
- The Best of La Bouche (2002)
- La Bouche - Greatest Hits (2007)

### Sencillos
- 1994 Sweet Dreams
- 1994 Sweet Dreams (Euro Mixes)
- 1995 Sweet Dreams UK
- 1995 Be My Lover (Euro Mixes)
- 1995 Fallin' In Love/Sweet Dreams
- 1995 Fallin' In Love
- 1995 I Love To Love
- 1996 Sweet Dreams U.S.
- 1996 Fallin'In Love
- 1996 Forget Me Nots
- 1996 Bolingo (Love Is In The Air)
- 1996 Megamix
- 1997 You Won't Forget Me
- 1998 You Won't Forget Me U.S.
- 1998 A Moment Of Love
- 1999 S.O.S.
- 2000 All I Want (feat. Natascha Wright)
- 2002 In Your Life
- 2003 In Your Life U.S.

- Datos: Q572077
- Multimedia: La Bouche / Q572077